# Kentucky Derby 1926
Kentucky Derby 1926 var den femtioandra upplagan av Kentucky Derby. Löpet reds den 15 maj 1926 över 1 1⁄4 miles (2 012 m). Löpet vanns av Bubbling Over som reds av Albert Johnson och tränades av Herbert J. Thompson.
Förstapriset i löpet var 50 075 dollar. Tretton hästar deltog i löpet.

## Resultat
| P  | S  | Häst          | Jockey           | Tränare                 | Ägare                                | Odds  |
| -- | -- | ------------- | ---------------- | ----------------------- | ------------------------------------ | ----- |
| 1  | 14 | Bubbling Over | Albert Johnson   | Herbert J. Thompson     | Idle Hour Stock Farm Stable          | 1.90  |
| 2  | 4  | Bagenbaggage  | Eric Blind       | William A. Hurley       | Idle Hour Stock Farm Stable          | 1.90  |
| 3  | 3  | Rock Man      | Frank Coltiletti | Joseph H. Stotler       | Sagamore Stable                      | 42.10 |
| 4  | 12 | Rhinock       | Mack Garner      | William D. Covington    | Parkview Stable (Mrs. George B. Cox) | 14.60 |
| 5  | 9  | Pompey        | Laverne Fator    | William H. Karrick      | William R. Coe                       | 2.10  |
| 6  | 6  | Espino        | William Smith    | William J. Speirs       | William Ziegler Jr.                  | 39.70 |
| 7  | 1  | Light Carbine | Strother Griffin | Michael Joseph Dunleavy | Ira B. Humphreys                     | 61.00 |
| 8  | 8  | Canter        | Clarence Turner  | Harry Rites             | J. Edwin Griffith                    | 24.10 |
| 9  | 4  | Blondin       | Linus McAtee     | Fred Hopkins            | Harry Payne Whitney                  | 9.30  |
| 10 | 10 | Display       | John Maiben      | T. J. Healey            | Walter J. Salmon Sr.                 | 16.20 |
| 11 | 7  | Recollection  | John Callahan    | George Vanburen Barnes  | Walter I. Kohn & L. G. Theisen       | 11.40 |
| 12 | 5  | Champ de Mars | Earl Pool        | Allan D. Steele         | Keeneland Stud Farm                  | 11.40 |
| 13 | 13 | Roycrofter    | Edward Scobie    | L. A. Connor            | G. Frank Croissant                   | 11.40 |

Segrande uppfödare: Idle Hour Stock Farm; (KY)